# Mari Eide
Mari Eide (* 18. November 1989 in Beitostølen) ist eine ehemalige norwegische Skilangläuferin.

## Werdegang
Eide nimmt seit 2007 an Wettbewerben der Fédération Internationale de Ski teil. Seit 2010 tritt sie vorwiegend beim Scandinavian Cup an. Ihr erstes Weltcuprennen lief sie im März 2010 in Oslo, welches sie mit dem 45. Rang im Sprint abschloss. Ihre ersten Weltcuppunkte holte sie im Dezember 2010 in Düsseldorf mit dem 24. Platz im Sprint. Im Dezember 2011 gewann sie zusammen mit Maiken Caspersen Falla den Teamsprint in Düsseldorf. Ihre bisher beste Einzelplatzierung im Weltcup erreichte sie Januar 2012 in Mailand mit dem sechsten Rang im Sprint. In der Saison 2013/14 kam sie im Scandinavian Cup siebenmal unter die ersten Zehn und belegte zum Saisonende den siebten Platz in der Gesamtwertung. Nach Platz drei zu Beginn der Saison 2015/16 im Scandinavian Cup über 10 km klassisch in Vuokatti, erreichte sie im Weltcup fünfmal die Punkteränge, darunter zwei neunte Plätze bei Sprints in Drammen und in Lahti. Im März 2016 belegte sie beim Scandinavian Cup in Otepää über 5 km klassisch den dritten Platz und holte im Sprint ihren ersten Scandinavian-Cup Sieg. Die Saison beendete sie auf dem 26. Platz im Sprintweltcup und auf dem vierten Platz im Scandinavian Cup. Nach Platz 40 bei der Weltcup-Minitour in Lillehammer zu Beginn der Saison 2016/17, kam sie bei Sprintweltcups zweimal unter die ersten Zehn und erreichte damit den 19. Platz im Sprintweltcup. Bei den norwegischen Meisterschaften 2017 wurde sie Dritte mit der Staffel. Im März 2017 siegte sie beim Engadin Skimarathon. In der Saison 2017/18 kam mit neun Platzierungen in den Punkterängen darunter Platz 16 beim Ruka Triple, auf den 44. Platz im Gesamtweltcup.
In der folgenden Saison wurde sie in Dresden zusammen mit Maiken Caspersen Falla Dritte im Teamsprint und belegte beim Weltcupfinale in Québec den 27. Platz und erreichte damit den 50. Platz im Gesamtweltcup. Beim Saisonhöhepunkt, den Nordischen Skiweltmeisterschaften 2019 in Seefeld in Tirol, gewann sie die Bronzemedaille im Sprint. Nach der Saison 2020/21 beendete sie ihre Karriere.

## Privates
Mari Eides Schwester Ida Eide war ebenfalls Skilangläuferin. Sie erlitt 2018 während eines Freizeitrennens einen Herzstillstand und verstarb im Alter von 30 Jahren.
Mari Eide ist mit dem norwegischen Skilangläufer Anders Gløersen liiert.

## Erfolge

### Weltcupsiege im Team
| Nr. | Datum            | Ort        | Disziplin                        |
| --- | ---------------- | ---------- | -------------------------------- |
| 1.  | 4. Dezember 2011 | Düsseldorf | 6 × 0,9 km Teamsprint Freistil 1 |

### Siege bei Continental-Cup-Rennen
| Nr. | Datum         | Ort    | Disziplin            | Serie            |
| --- | ------------- | ------ | -------------------- | ---------------- |
| 1.  | 11. März 2016 | Otepää | 1 km Sprint Freistil | Scandinavian Cup |

### Siege bei Worldloppet-Cup-Rennen
| Nr. | Datum         | Ort            | Rennen              | Disziplin                  |
| --- | ------------- | -------------- | ------------------- | -------------------------- |
| 1.  | 12. März 2017 | Maloja–S-chanf | Engadin Skimarathon | 42 km Freistil Massenstart |

## Platzierungen im Weltcup

### Weltcup-Statistik
Die Tabelle zeigt die erreichten Platzierungen im Einzelnen.
- 1.–3. Platz: Anzahl der Podiumsplatzierungen
- Top 10: Anzahl der Platzierungen unter den ersten zehn
- Punkteränge: Anzahl der Platzierungen innerhalb der Punkteränge
- Starts: Anzahl gelaufener Rennen in der jeweiligen Disziplin
- Hinweis: Bei den Distanzrennen erfolgt die Einordnung gemäß FIS.

| Platzierung         | Distanzrennen a | Distanzrennen a | Distanzrennen a | Distanzrennen a | Distanzrennen a | Skiathlon Verfolgung | Sprint | Etappen- rennen b | Gesamt | Team c | Team c  |
| Platzierung         | ≤ 5 km          | ≤ 10 km         | ≤ 15 km         | ≤ 30 km         | > 30 km         | Skiathlon Verfolgung | Sprint | Etappen- rennen b | Gesamt | Sprint | Staffel |
| ------------------- | --------------- | --------------- | --------------- | --------------- | --------------- | -------------------- | ------ | ----------------- | ------ | ------ | ------- |
| 1. Platz            |                 |                 |                 |                 |                 |                      |        |                   |        | 1      |         |
| 2. Platz            |                 |                 |                 |                 |                 |                      |        |                   |        |        |         |
| 3. Platz            |                 |                 |                 |                 |                 |                      |        |                   |        | 1      |         |
| Top 10              |                 |                 |                 |                 |                 |                      | 9      |                   | 9      | 7      |         |
| Punkteränge         |                 | 5               |                 |                 |                 | 1                    | 35     | 2                 | 43     | 8      |         |
| Starts              | 2               | 10              |                 | 3               |                 | 4                    | 51     | 3                 | 73     | 8      |         |
| Stand: Karriereende |                 |                 |                 |                 |                 |                      |        |                   |        |        |         |

### Weltcup-Gesamtplatzierungen
| Saison  | Gesamt | Gesamt | Distanz | Distanz | Sprint | Sprint |
| Saison  | Punkte | Platz  | Punkte  | Platz   | Punkte | Platz  |
| ------- | ------ | ------ | ------- | ------- | ------ | ------ |
| 2010/11 | 35     | 70.    | -       | -       | 35     | 46.    |
| 2011/12 | 77     | 56.    | -       | -       | 77     | 30.    |
| 2012/13 | 4      | 114.   | -       | -       | 4      | 73.    |
| 2013/14 | 12     | 101.   | -       | -       | 12     | 65.    |
| 2014/15 | 26     | 92.    | -       | -       | 26     | 49.    |
| 2015/16 | 97     | 45.    | 13      | 60.     | 84     | 26.    |
| 2016/17 | 121    | 48.    | -       | -       | 121    | 19.    |
| 2017/18 | 137    | 44.    | 40      | 51.     | 67     | 31.    |
| 2018/19 | 131    | 50.    | 21      | 63.     | 102    | 32.    |
| 2019/20 | 48     | 64.    | -       | -       | 48     | 38.    |